# Cadre-71/2-Europameisterschaft 1983

Logo CEB (ausrichtender Verband)

Veranstaltungsort: Marseille

Die Cadre-71/2-Europameisterschaft 1983 war das 35. Turnier in dieser Disziplin des Karambolagebillards und fand vom 2. bis zum 5. Dezember 1982 in Marseille statt. Die Meisterschaft zählte zur Saison 1982/83. Es war die zehnte Cadre-71/2-Europameisterschaft in Frankreich.

## Geschichte
Mit nur einem Unentschieden gegen Franz Stenzel beendete Jean Arnouts die Gruppenphase auf Platz zwei. In der Finalrunde kam er auf zwei relativ sichere Siege gegen Christ van der Smissen und Fonsy Grethen. Das reichte um sich den ersten EM-Titel im Cadre 71/2 zu sichern. Der Zweitplatzierte Franz Stenzel leistete sich eine 251:300-Niederlage in sechs Aufnahmen gegen van der Smissen in der Finalrunde. Durch den besseren GD bei Matchpunktgleichheit holte sich van der Smissen die Bronzemedaille. Für den deutschen Überraschungsmeister Hans Wernikowski endete die EM mit einem enttäuschenden achten Platz.

## Turniermodus
Es wurde in zwei Gruppen à fünf Spielern eine Vorrunde im Round Robin System bis 300 Punkte gespielt. Die beiden Gruppenbesten kamen in die Endrunded. Die gespielten Partien aus der Vorrunde wurden übernommen. Die Plätze 5–10 wurden ausgespielt. Bei MP-Gleichstand wird in folgender Reihenfolge gewertet:
1. MP = Matchpunkte
2. GD = Generaldurchschnitt
3. HS = Höchstserie

## Vorrundentabellen
| MP    | Match Points (Sieger = 2; Unentschieden = 1; Verlierer = 0) |
| Pkte. | Erzielte Karambolagen                                       |
| Aufn. | Benötigte Versuche                                          |
| GD    | Generaldurchschnitt                                         |
| BED   | Bester Einzeldurchschnitt eines Spielers                    |
| HS    | Höchstserie                                                 |
|       | Bester GD des Turniers                                      |
|       | Bester ED des Turniers                                      |
|       | Beste HS des Turniers                                       |
|       | 1. Platz (Gold)                                             |
|       | 2. Platz (Silber)                                           |
|       | 3. Platz (Bronze)                                           |

| Platz | Name             | MP  | Pkte | Aufn. | GD    | BED   | HS  |
| ----- | ---------------- | --- | ---- | ----- | ----- | ----- | --- |
| 1     | Franz Stenzel    | 7:1 | 1200 | 27    | 44,44 | 50,00 | 229 |
| 2     | Jan Arnouts      | 7:1 | 1200 | 34    | 35,29 | 60,00 | 209 |
| 3     | José Gálvez      | 3:5 | 876  | 47    | 18,63 | 33,33 | 176 |
| 4     | Hans Wernikowski | 2:6 | 746  | 50    | 14,92 | 16,66 | 95  |
| 5     | Egidio Vierat    | 2:6 | 506  | 54    | 9,37  | 12,50 | 56  |

| Platz | Name                   | MP  | Pkte | Aufn. | GD    | BED    | HS  |
| ----- | ---------------------- | --- | ---- | ----- | ----- | ------ | --- |
| 1     | Fonsy Grethen          | 8:0 | 1200 | 26    | 46,15 | 100,00 | 288 |
| 2     | Christ van der Smissen | 6:2 | 1104 | 36    | 30,66 | 37,50  | 168 |
| 3     | Jean-Pierre Labeye     | 2:6 | 793  | 42    | 18,88 | 20,00  | 94  |
| 4     | Tini Wijnen            | 2:6 | 963  | 53    | 18,16 | 25,00  | 86  |
| 5     | Stany Buyle            | 2:6 | 482  | 43    | 11,20 | 17,64  | 64  |

### Platzierungsspiele
| Platz            | Name               | MP  | Pkte | Aufn. | GD    | BED   | HS  |
| ---------------- | ------------------ | --- | ---- | ----- | ----- | ----- | --- |
| Spiel um Platz 9 |                    |     |      |       |       |       |     |
| 9                | Egidio Vierat      | 2:0 | 300  | 13    | 23,07 | 23,07 | 99  |
| 10               | Stany Buyle        | 0:2 | 257  | 13    | 19,76 | –     | 61  |
| Spiel um Platz 7 |                    |     |      |       |       |       |     |
| 7                | Tini Wijnen        | 2:0 | 300  | 10    | 30,00 | 30,00 | 88  |
| 8                | Hans Wernikowski   | 0:2 | 189  | 10    | 18,90 | –     | 109 |
| Spiel um Platz 5 |                    |     |      |       |       |       |     |
| 5                | José Gálvez        | 2:0 | 300  | 8     | 37,50 | 37,50 | 93  |
| 6                | Jean-Pierre Labeye | 0:2 | 55   | 8     | 6,87  | –     | 29  |

## Endrunde
| Platz | Name                   | MP  | Pkte | Aufn. | GD    | BED    | HS  |
| ----- | ---------------------- | --- | ---- | ----- | ----- | ------ | --- |
| 1     | Jan Arnouts            | 5:1 | 900  | 16    | 56,25 | 100,00 | 127 |
| 2     | Franz Stenzel          | 3:3 | 851  | 15    | 56,73 | 100,00 | 206 |
| 3     | Christ van der Smissen | 2:6 | 654  | 15    | 43,60 | 50,00  | 168 |
| 4     | Fonsy Grethen          | 2:6 | 652  | 16    | 40,75 | 50,00  | 185 |

## Abschlusstabelle
| Platz                      | Name                   | Spiele | MP   | Pkte | Aufn. | GD    | BED    | HS  |
| -------------------------- | ---------------------- | ------ | ---- | ---- | ----- | ----- | ------ | --- |
| 1                          | Jan Arnouts            | 6      | 11:1 | 1800 | 44    | 40,90 | 100,00 | 209 |
| 2                          | Franz Stenzel          | 6      | 9:3  | 1751 | 36    | 48,63 | 100,00 | 229 |
| 3                          | Christ van der Smissen | 6      | 8:4  | 1554 | 45    | 34,53 | 50,00  | 168 |
| 4                          | Raymond Ceulemans      | 6      | 8:4  | 1552 | 36    | 43,11 | 100,00 | 288 |
| 5                          | José Gálvez            | 5      | 5:5  | 1176 | 55    | 21,38 | 37,50  | 176 |
| 6                          | Jean-Pierre Labeye     | 5      | 2:8  | 848  | 50    | 16,96 | 20,00  | 94  |
| 7                          | Tini Wijnen            | 5      | 4:6  | 1263 | 63    | 20,04 | 30,00  | 88  |
| 8                          | Hans Wernikowski       | 5      | 2:8  | 935  | 60    | 15,58 | 16,66  | 109 |
| 9                          | Egidio Vierat          | 5      | 3:7  | 806  | 67    | 12,02 | 23,07  | 99  |
| 10                         | Stany Buyle            | 5      | 2:8  | 739  | 56    | 13,19 | 17,64  | 64  |
| Turnierdurchschnitt: 24,26 |                        |        |      |      |       |       |        |     |